# Aranjuez

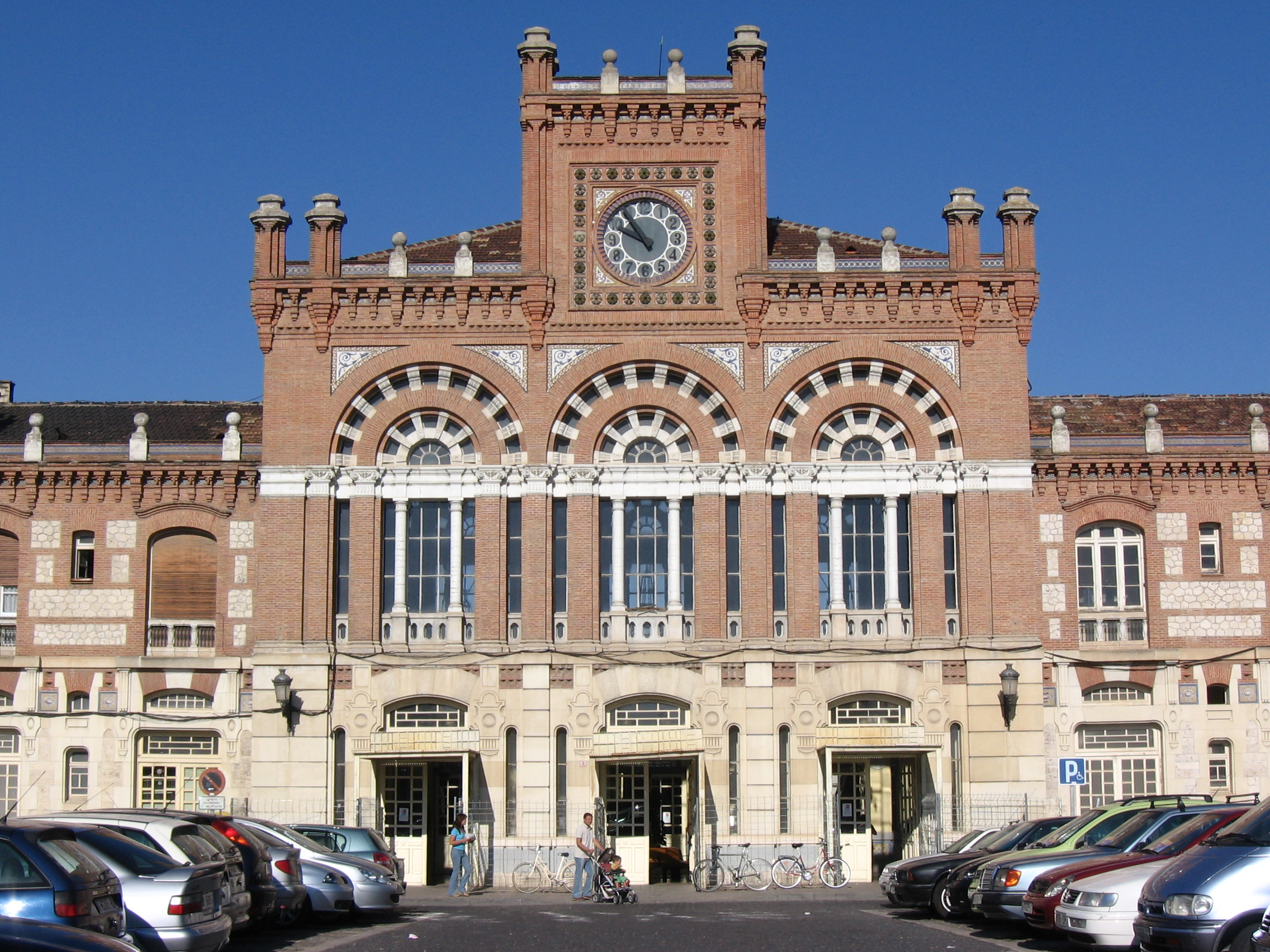
Aranjuez vasútállomása

Aranjuez település Spanyolországban, Madrid tartományban. Aranjuez Seseña, Ciempozuelos, Titulcia, Chinchón, Colmenar de Oreja, Ocaña, Ontígola, Ciruelos, Yepes, Almonacid de Toledo, Toledo, Mocejón, Villaseca de la Sagra, Añover de Tajo és Borox községekkel határos. Lakosainak száma 62 292 fő (2024).

## Népesség
A település lakosságának változását az alábbi diagram mutatja:
| Lakosok száma | 40 113 | 42 481 | 49 420 | 54 055 | 56 877 | 57 792 | 58 213 | 59 607 | 59 762 | 62 292 |
|               | 2001   | 2004   | 2007   | 2009   | 2012   | 2014   | 2017   | 2019   | 2022   | 2024   |